# Antilopă arabă regală
Antilopa regală arabă (Oryx leucoryx) este o antilopă de dimensiuni medii, caracterizată de o umflătură distinctă la nivelul umărului, coarne lungi și drepte și o coadă cu smocuri. Este un bovid și cel mai mic membru al genului Oryx, originar din zonele deșertice și de stepă din Peninsula Arabică. Antilopa regală arabă a dispărut în sălbăticie la începutul anilor 1970, dar au rămas exemplare în grădini zoologice și în rezervații private și a fost reintrodusă în sălbăticie începând cu 1980.
În 1986, antilopa regală arabă a fost clasificat ca fiind pe cale de dispariție pe Lista roșie a IUCN, iar în 2011, a fost primul animal care a revenit la statutul de vulnerabil după ce anterior a fost listat ca dispărut în sălbăticie. Acesta este listat în apendicele I la CITES. În 2016, populațiile au fost estimate la 1.220 de indivizi în sălbăticie, inclusiv 850 de indivizi maturi, și 6.000-7.000 în captivitate la nivel mondial.

## Galerie

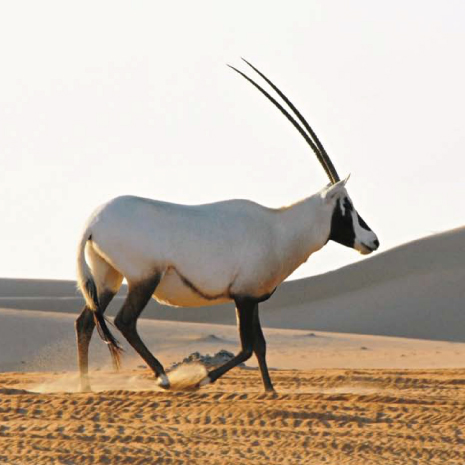
În regiunea frumoasă din Abu Dhabi
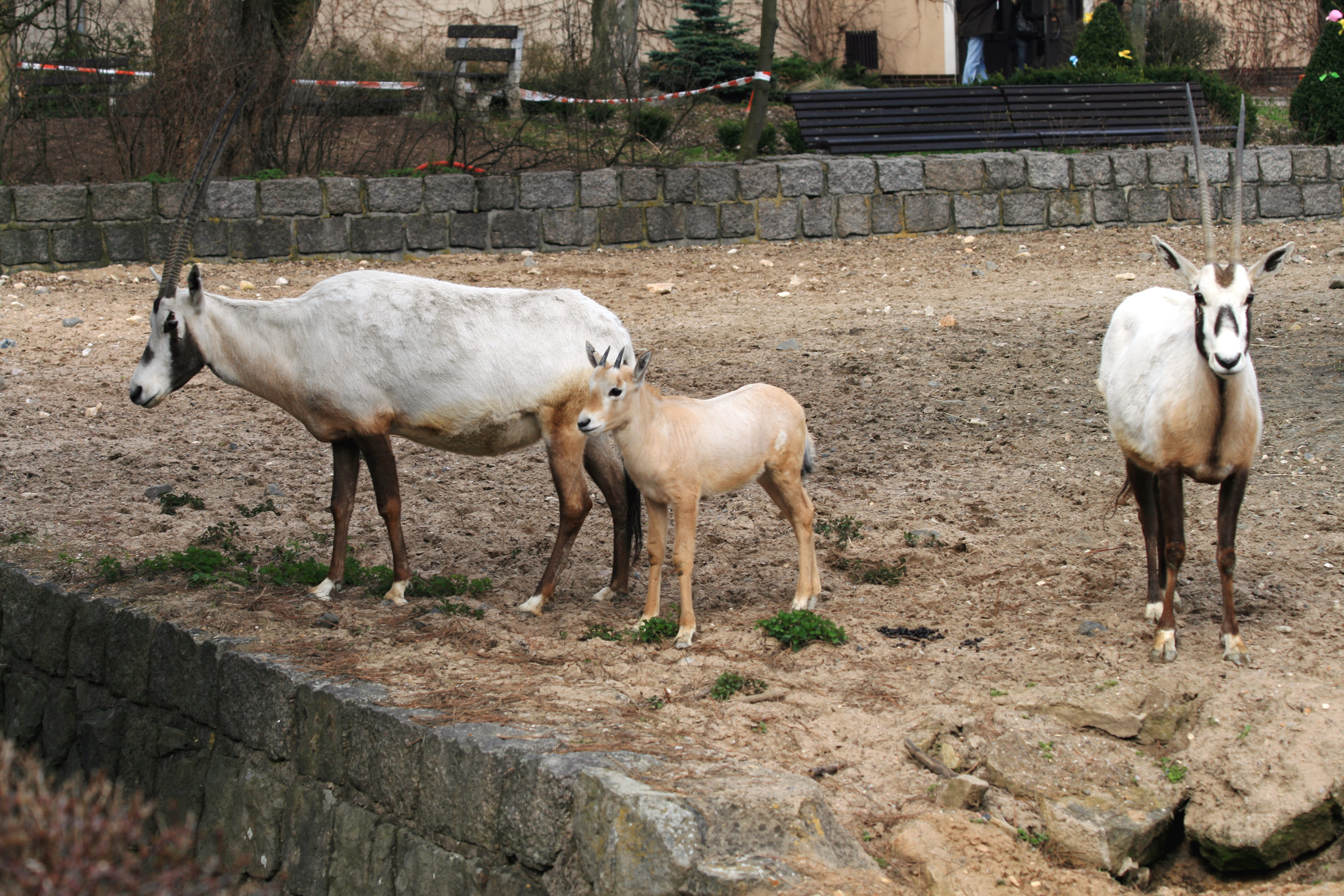
In Zoo Dvůr Králové, Republica Cehă
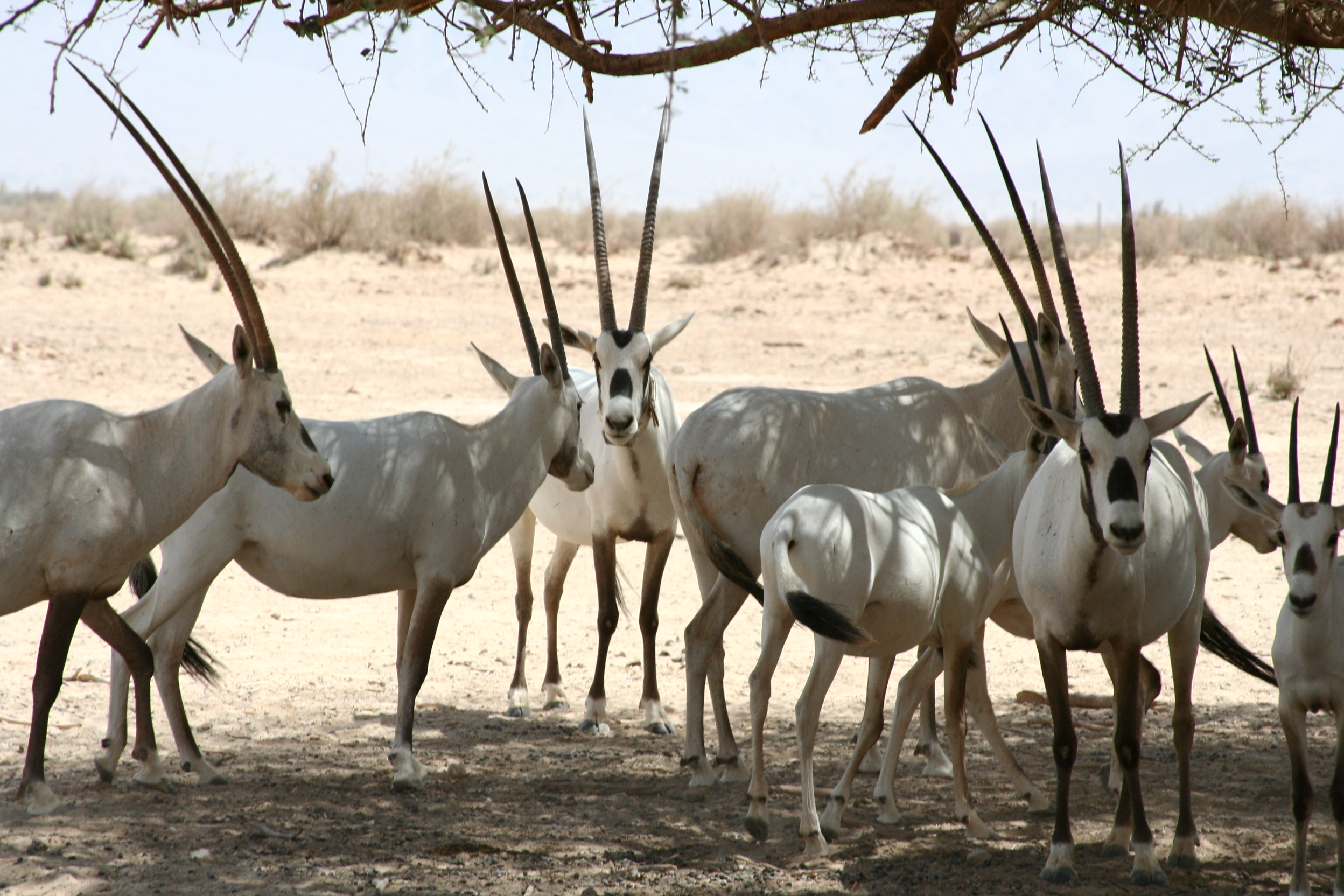
Antelope Ranch, Yotvata Hai-Bar Nature Reserve, Israel